# Ljusets hastighet
Ljusets hastighet (betecknas c) är egentligen två olika hastigheter: 
1. den högsta möjliga hastigheten för informationsöverföring enligt relativitetsteorin, en grundläggande egenskap hos rumtiden.
2. hastigheten för elektromagnetisk strålning, baseras på elektriska och magnetiska egenskaper hos ett medium.

I vakuum är de lika stora. I andra medier utbreder sig strålningen långsammare.
Ljusets hastighet i vakuum, c, är en fysikalisk konstant och är 299 792 458 m/s (exakt värde). Denna hastighet är oberoende av observatörens rörelse – två olika observatörer kommer alltid att uppmäta samma hastighet, oavsett hur de rör sig i förhållande till varandra. Som en mera åskådlig föreställning om ljushastighetens värde kan nämnas att hastigheten motsvarar sträckan jorden runt sju och en halv gång på en sekund.

## Historia
Aristoteles menade att ljusets hastighet var oändlig, en åsikt som i mångt och mycket sågs som allmängiltig, så även av bland andra Johannes Kepler, fram till 1600-talet. Galileo Galilei lär vara den förste som beskrev ett experiment för att mäta ljusets hastighet. Detta skulle göras genom att två personer utrustades med varsin lykta där man enkelt och snabbt kan blockera ljuset. Personerna ställer sig ett stycke från varandra. Den ene växelvis blockerar eller släpper fram ljuset. Den andre observerar den förstes ljusväxlingar och försöker att i takt med den förste blockera respektive släppa fram ljuset från sin lykta. De kontrollerar ömsesidigt att deras ljusväxlingar håller samma synkroniserade takt. När de har blivit samspelta i förfarandet ökar de avståndet mellan sig och kontrollerar att deras ljuspulser fortfarande håller synkroniseringen. Om och när man hamnar på så långt avstånd från varandra att det blir svårt för personerna att hålla takten så har man funnit ett avstånd där ljusets utbredningstid sätter gräns för experimentet. 
Galilei anger att han preliminärprövat förfarandet på mindre än en mils avstånd (förmodligen en romersk mil "mille passus" det vill säga tusen dubbelsteg ≈ 1,5 km). Inga fördröjningseffekter kunde konstateras. Galilei drar inte slutsatsen att ljusutbredningen skulle gå oändligt snabbt, bara att det går fortare än vad metoden då kunde detektera. Några försök över längre avstånd har Galilei inte rapporterat. Men han nämner att man i sådana fall kommer att behöva kikarliknande hjälpmedel i utrustningen. Accademia del Cimento i Florens, Italien, ska ha upprepat försöket 1667, utan att få några bättre resultat.
Galilei nämner att åskblixtar tycks lysa upp ett helt landskap samtidigt. Han kommenterar att om ljusets utbredningshastighet vore tillräckligt låg borde man kunna uppfatta en fördröjning av blixtbelysningen av landskapets olika delar.
Den danske astronomen Ole Rømer var den förste som 1676 lyckades mäta ljushastigheten med någorlunda god noggrannhet. Han studerade när en av Jupiters månar, Io, blev förmörkad bakom Jupiter. Man kände väl himlakropparnas banor och hastigheter så Rømer kunde räkna ut hur länge månen borde vara bakom Jupiter, drygt 42 timmar. Han upptäckte att denna tid inte stämde med beräkningarna. Detta kan förklaras med att avståndet mellan Jupiter och jorden ändrats under förmörkelsen. Därför kan tiden det tar för sista ljuset att nå jorden före förmörkelsen och tiden för det första ljuset efter förmörkelsen att nå jorden vara olika vid olika observationstillfällen och man får inte korrekt tid. Detta beror på att jorden, i sin bana runt solen, rör sig mot, eller från, eller tvärs, riktningen från jorden till Jupiter. Ur ett större antal sådana observationer beräknade Rømer ljushastigheten till ungefär 200 000 000 m/s. Man visste inte avståndet till Jupiter så bra, vilket gav ett visst fel i värdet.
Hippolyte Fizeau mätte också ljushastigheten. Han använde år 1849 ett roterande kugghjul som ljuset först måste passera för att sedan reflekteras mot ett berg på stort avstånd och sedan passera tillbaka genom kugghjulet. Ljuset kan endast passera kugghjulet mellan kuggkammarna. Genom att mäta med vilken hastighet kugghjulet måste rotera för att ljuset skulle kunna passera mellan två olika kuggluckor kunde han beräkna ljusets hastighet.
James Clerk Maxwell beskrev år 1865 teorin för elektromagnetismen, beskrev en sorts strålning, elektromagnetisk strålning, som utbreder sig med en hastighet som följer ur mediets elektriska och magnetiska egenskaper: {\displaystyle c={\frac {1}{\sqrt {\varepsilon \cdot \mu }}}}. Han visade att hastigheten var densamma som den tidigare uppmätta ljushastigheten. Alltså förstod man att ljus var elektromagnetisk strålning. Som formeln visar har ljuset lägre hastighet i andra medier än vakuum.
Under 1970-talet rapporterades flera experimentella värden på c till ungefär 299 792 45X m/s. Värdet på den nionde siffran, X, liksom mätosäkerheten i värdena, var olika från de olika experimenten. I stället för att bilda ett bästa medelvärde för c, med specificerat osäkerhetsintervall, valde man 1983 att definiera c till exakt 299 792 458 m/s.
De experimentella osäkerheterna från ljushastighetsmätningarna blir nu "bara" historia. Metern som tidigare var definierad med hjälp av en ljusvåglängd, är nu exakt definierad som den sträcka ljuset går i vakuum på 1/299 792 458 sekund. De tidigare experimentella osäkerheterna i ljushastigheten dyker nu i stället upp som osäkerhetsbidrag vid alla mätningar av längd; dvs. för närvarande av storleksordningen 1 på 300 000 000 eller 3*10−9 ≈ 0,000 000 3 procent.

## Är ljusets hastighet verkligen konstant?
Det finns kosmologiska hypoteser där det föreslås att ljusets hastighet kan ha varit annorlunda under universums tidiga historia, mycket nära Big bang. Idéerna är intressanta, men spekulativa och utan stadig empirisk grund, och har inte övertygat majoriteten forskare inom området.
Det finns vissa mätningar som antyder att finstrukturkonstanten α kan ha ändrats en aning under universums historia, vilket ger en liten öppning för möjligheten att naturkonstanter faktiskt inte behöver vara strikt konstanta.
Kreationister har framfört argumentet att ljushastigheten skulle varit drastiskt annorlunda under historisk tid, i syfte att bortförklara radiometrisk datering, men denna idé har ingen vetenskaplig grund.
När ljushastigheten 1983 fastställdes till exakt 299 792 458 m/s upphörde den i praktiken att vara en naturkonstant. Därefter blev varje resonemang kring en varierande ljushastighet irrelevant. Den typen av diskussion får nu istället ta ställning till om huruvida tiden på en viss plats och vid en viss tidpunkt gick långsammare eller fortare än den gör här och nu, och om därmed metern där och då var kortare respektive längre än här och nu.

## Storleksordning
För att få en uppfattning om hur stor ljusets hastighet är, kan man betrakta hur lång tid det tar för ljuset att färdas olika sträckor. I tabellen visas några exempel.
| Sträcka                                         | Sträcka               | Tid              |
| ----------------------------------------------- | --------------------- | ---------------- |
| Inom ett 30 centimeters kretskort.              | 30 cm                 | 1 nanosekund, ns |
| Från Rosenbad till Stockholms slott             | 300 m                 | 1 µs             |
| Från Göteborg till Falkenberg                   | 100 km                | 0,3 ms           |
| Till en TV-satellit och tillbaka                | 72 000 km             | 0,24 s           |
| 7,5 varv runt jorden                            | 300 000 km            | 1 s              |
| Från månen till jorden                          | 380 000 km            | 1,3 s            |
| Från solen till jorden                          | 150 000 km            | 499 s            |
| Från solen till Neptunus                        | 4 500 000 km          | 4 h              |
| Från stjärnan närmast vår sol, Proxima Centauri | 4,2 ljusår            | 4,2 a            |
| Från kant till kant på Vintergatan              | 100 000 ljusår        | 100 000 a        |
| Från Andromedagalaxen, vår granngalax           | 2,2 miljoner ljusår   | 2,2 Ma           |
| Från Big bang                                   | 13,7 miljarder ljusår | 13,7 Ga          |